# Dominio nacional francés en Tierra Santa
El Dominio nacional francés en Tierra Santa (en francés: Domaine national français en Terre sainte) es el nombre que reciben las propiedades francesas situada en la ciudad de Jerusalén, de facto en territorio de Israel (aunque mayoritariamente en territorio ocupado en Jerusalén Este), que reagrupa posesiones pertenecientes a Francia desde el siglo XIX.
El dominio está gestionado y administrado por el Consulado General de Francia en Jerusalén.

## Descripción
El dominio francés comprende cuatro posesiones en la ciudad de Jerusalén:

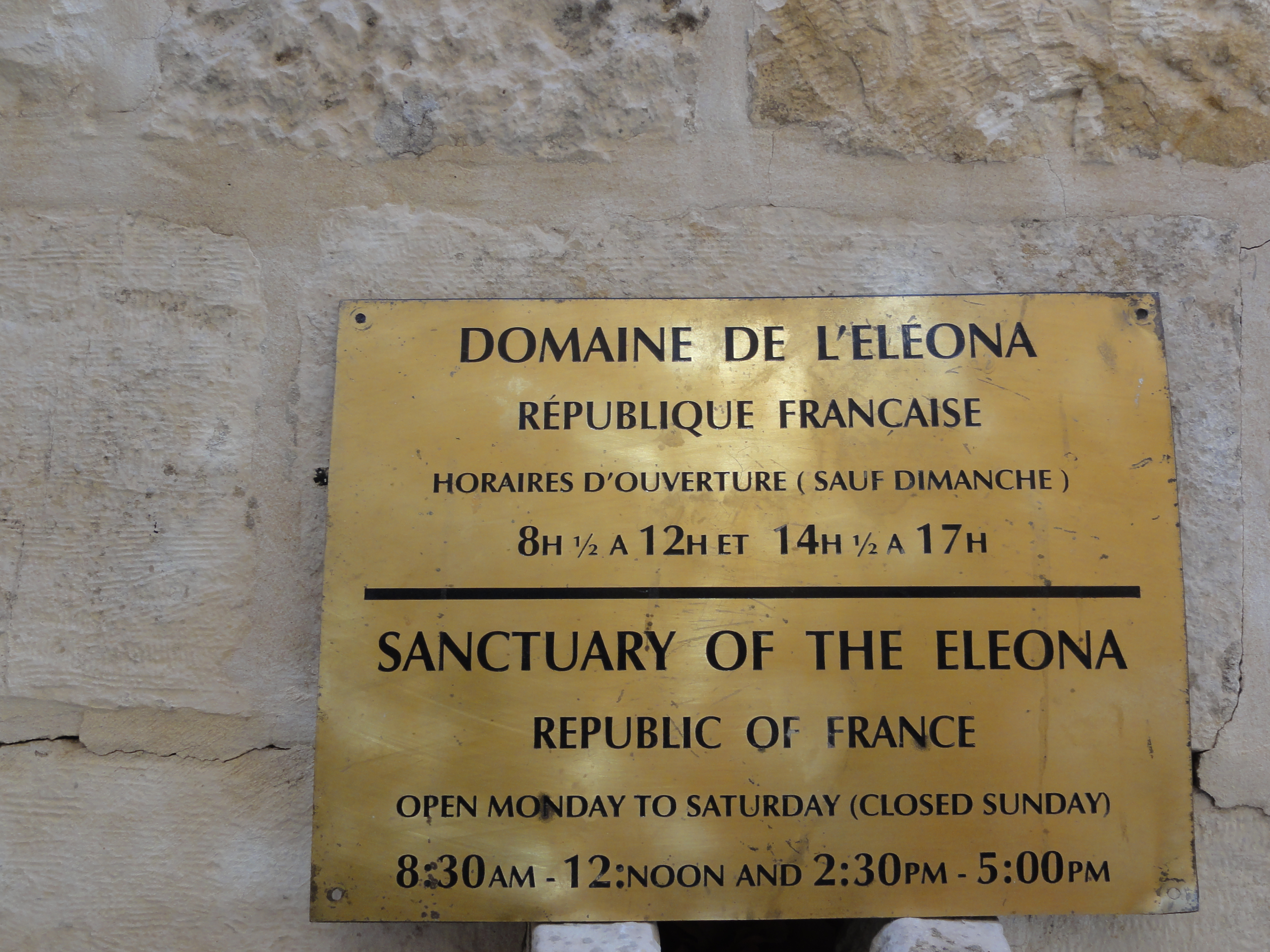
Cartel en la iglesia del Pater Noster en francés e inglés.

- La iglesia del Pater Noster (Eleona),[3] en Jerusalén Este: la posesión incluye, en la cima del Monte de los Olivos, un claustro cuya construcción se inició en la década de 1870 y aún está inacabada, y, en el subsuelo, la cueva conocida como "el Pater" donde, según la tradición, Jesucristo enseñó la oración del Padre Nuestro a sus discípulos.
- La abadía de Santa María de la Resurrección en Abu Gosh,[4] (también conocida como abadía de Abu Gosh de Santa María de la Resurrección) al oeste de Jerusalén: esta antigua comandancia hospitalaria del siglo XI incluye una iglesia y una cripta. Renovado por Francia, el lugar acoge a monjes y monjas benedictinos desde 1976.
- Las tumbas de los Reyes,[5][6] Jerusalén Este: aunque durante mucho tiempo se consideró la tumba de los reyes de Judea, el lugar es probablemente la tumba de Helena de Adiabene, una princesa judía del siglo I, y de una treintena de personas más.
- La iglesia de Santa Ana,[7][8] Jerusalén Este: el lugar incluye una iglesia románica del siglo XII y sus alrededores, que tradicionalmente albergaban la casa de los padres de la Virgen María, por un lado, y el estanque de Betesda, por otro.

Con la excepción de la Tumba de los Reyes, un lugar israelita, estas posesiones son lugares sagrados de la espiritualidad cristiana con particular importancia para la Iglesia Católica.

## Historia
La presencia francesa en Jerusalén se remonta a la época de las Cruzadas. Tras la caída de los Estados Latinos de Oriente, se formalizó mediante las capitulaciones de 1536 entre el Sultán del Imperio Otomano Solimán el Magnífico y el rey Francisco I de Francia. En los años y siglos siguientes, se firmaron otras capitulaciones entre los soberanos de los dos estados para la protección de los peregrinos y los lugares sagrados de Palestina.
La primera de las posesiones francesas fue la Iglesia de Santa Ana. Fue ofrecida al emperador Napoleón III por el Sultán Abdülmecid I en 1856 como agradecimiento por la intervención francesa durante la Guerra de Crimea que acababa de terminar.
El terreno sobre el que se levanta la iglesia del Pater Noster (o Eleona) fue adquirido en 1856 por Héloïse de la Tour d'Auvergne, que hizo construir allí un monasterio obra del arquitecto Eugène Viollet-le-Duc. Héloïse lo donó a Francia en 1874.

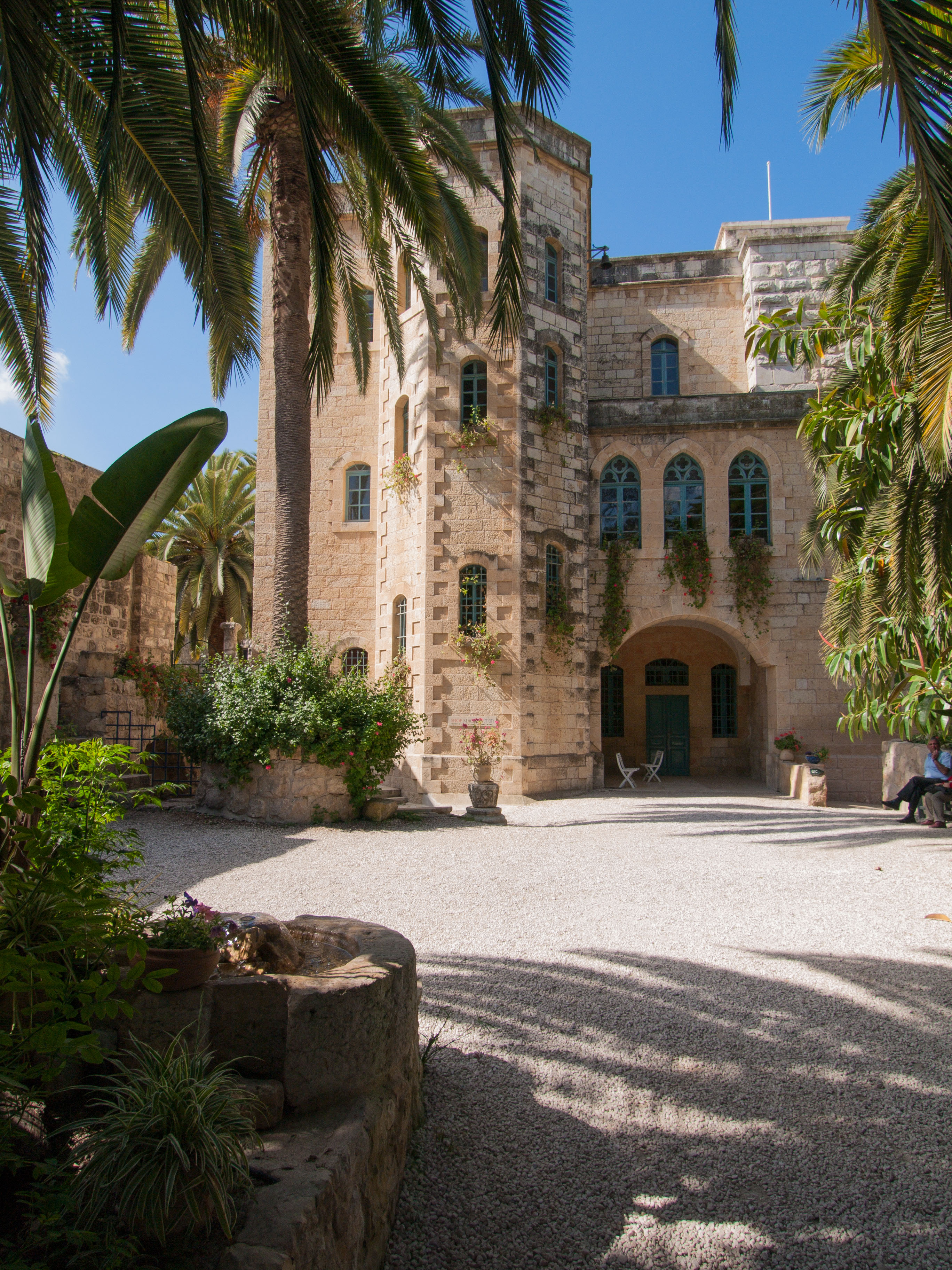
Entrada a la Abadía de Abu Gosh

La Tumba de los Reyes fue excavada por arqueólogos franceses a partir de 1863, antes de ser adquirida por los hermanos Pereire, banqueros de profesión, en 1871. En 1886 donaron el lugar al Estado francés "para preservarlo para la ciencia y la veneración de los fieles hijos de Israel ".
El monasterio de Abu Gosh fue entregado a Francia en 1873 por el sultán Abdulaziz I como compensación por la pérdida de la iglesia de San Jorge en Lod, entregada a los griegos ortodoxos dos años antes.
Las posesiones francesas nunca fueron cuestionadas, ya que el Acuerdo de Mitilene de 1901 y el Acuerdo de Constantinopla de 1913 con la Sublime Puerta confirmaron el "protectorado" de Francia sobre estos territorios. Estos fueron confirmados por los sucesores del Imperio Otomano: el Estado de Israel en 1949 (acuerdo Chauvel/Ficher, no ratificado oficialmente por Israel) y la Autoridad Nacional Palestina en 1997.